# The Sweet Escape (singolo)
The Sweet Escape è il primo singolo tratto dall'album omonimo della cantante Gwen Stefani, con la partecipazione del rapper Akon, pubblicato nel dicembre 2006.
Il singolo diventa il suo maggiore successo con 7 milioni di copie vendute solo nel 2007.

## Video musicale
Il video di The Sweet Escape, comincia in un carcere dorato, dove sono recluse Gwen Stefani e le Harajuku Girls, vestite con la classica divisa a strisce bianche e nere. Riescono a procurarsi le chiavi della cella grazie ad un cane e fuggono via. Dopo una rocambolesca fuga, però le donne vengono nuovamente arrestate da due Harajuku Girls in uniforme da poliziotte. In mezzo a queste scene ne vediamo altre in cui la Stefani canta insieme ad Akon. Regista del video è Joseph Kahn.

## Tracce
- American CD Single

1. The Sweet Escape - 4:06
2. Hollaback Girl (Live Version) - 4:49
3. Wind It Up (Robots to Mars Remix) - 3:34
4. The Sweet Escape (Video) - 4:05

- Australian CD Single

1. The Sweet Escape - 4:06
2. Hollaback Girl (Live Version) - 4:49
3. Wind It Up (Robots to Mars remix) - 3:34
4. The Sweet Escape (Video) - 4:05

- European CD Single

1. The Sweet Escape - 4:06
2. Hollaback Girl (Live Version) - 4:49

## Classifiche
| Classifica (2007) | Posizione più alta |
| ----------------- | ------------------ |
| Australia         | 2                  |
| Austria           | 6                  |
| Belgio (Fiandre)  | 9                  |
| Belgio (Vallonia) | 3                  |
| Canada            | 2                  |
| Danimarca         | 7                  |
| Finlandia         | 8                  |
| Francia           | 4                  |
| Germania          | 6                  |
| Grecia            | 25                 |
| Irlanda           | 4                  |
| Italia            | 14                 |
| Norvegia          | 2                  |
| Nuova Zelanda     | 1                  |
| Paesi Bassi       | 8                  |
| Regno Unito       | 2                  |
| Romania           | 3                  |
| Russia            | 11                 |
| Stati Uniti       | 2                  |
| Svezia            | 13                 |
| Svizzera          | 10                 |
| Ucraina           | 97                 |